# Bayerische Oberlandbahn
Pour les articles homonymes, voir BOB.
La compagnie du Bayerische Oberlandbahn GmbH (BOB) est une entreprise ferroviaire allemande basée à Holzkirchen, Allemagne et exploitée par la société privée Transdev GmbH, filiale du groupe allemand Transdev.

## Description
Le réseau s'étend depuis la gare centrale de Munich et relie les villages alpins de Bayrischzell, de Lenggries et la ville thermale de Tegernsee. Les lignes ne sont pas électrifiées et sont parcourues par des automoteurs à moteur diesel.
La compagnie exploite également, depuis décembre 2013 et sous le nom commercial Meridian (de), plusieurs lignes de train de banlieue de la Deutsche Bahn dans les régions de Munich, de Rosenheim et de la vallée de la Mangfall.

## Histoire
Fondée le 31 mars 1998, la société est un consortium composé de la société ferroviaire DEGV du Bade-Wurtemberg et de la Bayerische Zugspitzbahn AG. Elle est créée à l'occasion de l'appel d'offres de la Bavière pour exploiter d'anciennes lignes de la compagnie nationale Deutsche Bahn.
En 2000, BOB devient la branche allemande du groupe français Connex (futur Veolia Transdev).
Le 9 février 2016, dix personnes décèdent et plusieurs dizaines sont blessées lors d'une collision frontale entre deux trains entre les gares de Bad Aibling et de Kolbermoor.